# Kudo (art martial)
Pour les articles homonymes, voir Kudo.
 (avril 2022).
La mise en forme du texte ne suit pas les recommandations de Wikipédia : il faut le « wikifier ».
Les points d'amélioration suivants sont les cas les plus fréquents. Le détail des points à revoir est peut-être précisé sur la page de discussion.
- Les titres sont pré-formatés par le logiciel. Ils ne sont ni en capitales, ni en gras.
- Le texte ne doit pas être écrit en capitales (les noms de famille non plus), ni en gras, ni en italique, ni en « petit »…
- Le gras n'est utilisé que pour surligner le titre de l'article dans l'introduction, une seule fois.
- L'italique est rarement utilisé : mots en langue étrangère, titres d'œuvres, noms de bateaux, etc.
- Les citations ne sont pas en italique mais en corps de texte normal. Elles sont entourées par des guillemets français : « et ».
- Les listes à puces sont à éviter, des paragraphes rédigés étant largement préférés. Les tableaux sont à réserver à la présentation de données structurées (résultats, etc.).
- Les appels de note de bas de page (petits chiffres en exposant, introduits par l'outil «  Source ») sont à placer entre la fin de phrase et le point final[comme ça].
- Les liens internes (vers d'autres articles de Wikipédia) sont à choisir avec parcimonie. Créez des liens vers des articles approfondissant le sujet. Les termes génériques sans rapport avec le sujet sont à éviter, ainsi que les répétitions de liens vers un même terme.
- Les liens externes sont à placer uniquement dans une section « Liens externes », à la fin de l'article. Ces liens sont à choisir avec parcimonie suivant les règles définies. Si un lien sert de source à l'article, son insertion dans le texte est à faire par les notes de bas de page.
- La présentation des références doit suivre les conventions bibliographiques. Il est recommandé d'utiliser les modèles {{Ouvrage}}, {{Chapitre}}, {{Article}}, {{Lien web}} et/ou {{Bibliographie}}. Le mode d'édition visuel peut mettre en forme automatiquement les références.
- Insérer une infobox (cadre d'informations à droite) n'est pas obligatoire pour parachever la mise en page.

Pour une aide détaillée, merci de consulter Aide:Wikification.
Si vous pensez que ces points ont été résolus, vous pouvez retirer ce bandeau et améliorer la mise en forme d'un autre article.
 (avril 2022).
Si vous disposez d'ouvrages ou d'articles de référence ou si vous connaissez des sites web de qualité traitant du thème abordé ici, merci de compléter l'article en donnant les références utiles à sa vérifiabilité et en les liant à la section « Notes et références ».
Le Kūdō (空道, Kūdō) est un art martial mixte japonais faisant partie des budō (武道). Cette discipline a été fondée par Azuma Takashi en 1981 au sein de l'école dite «Daido juku» (大道塾) avec pour objectif de permettre une pratique à la fois peu traumatique et proche d'une confrontation réelle.
La pratique se fait en dōgi, équipé d'un casque à bulle et de mitaines en coton. Toutes les frappes debout (coups de poing, de pied, de coude, de genou, de tête) sont autorisées ainsi que les saisies, les projections et le combat au sol avec étranglements et clefs articulaires.
Le Kūdō est pratiqué dans plus de 50 pays avec une présence principalement au Japon et en Russie.

## Histoire

### Azuma Takashi et la naissance du Karaté Daido juku

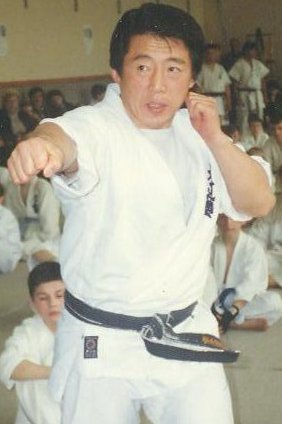
Azuma Takashi, fondateur du Kudo

Azuma Takashi (東 孝) (né en 1949 à Kesennuma, Japon et décédé le 3 avril 2021 à Tokyo) est le fondateur du Kūdō et était, jusqu'à sa disparition, le Président de la Fédération internationale de Kūdō (K.I.F., Kūdō International Federation). Il détenait un 9e dan de Kyokushin Budokai (décerné par Jon Bluming), un 3e dan en Judo et un 9e dan en Kūdō.
Azuma vint au contact du budō via le club de Judo de son école à Kesennuma à l'âge de 16 ans en 1965. En 1972 après son service militaire, il rejoint le Karaté Kyokushinkai.
En 1981, Azuma Takashi décide de fonder sa propre discipline pour sortir du cadre limitant du Karaté Kyokushinkai.
Pour un maximum de réalisme, il choisit d'intégrer les techniques de projections de judo et le combat au sol au combat debout incluant toutes les frappes y compris avec saisie du dōgi au préalable.
Initialement présenté comme une forme hybride de Karaté Kyokushinkai et de Judo, le «Karaté Daido Juku» s'est rapidement affranchi du cadre de ces disciplines en allant puiser dans des styles de combat réputés pour leur efficacité. Au cours des années 80 et 90, la discipline a su intégrer des techniques de Boxe anglaise, de Muay Thai, de Jiu-jitsu brésilien ou encore de Lutte. C'est à cette époque que sont conçus et introduits les premiers casques à bulle dont l'objectif est d'assurer une protection du visage contre les traumatismes et coupures, réduire les commotions et permettre le combat avec le minimum de protection sur les mains pour plus de réalisme.

### Les débuts de l'école Daido juku et le Kakutō karaté
L'école Daido Juku est créée le 17 février 1981. Le premier dojo ouvre dans la préfecture de Miyagi sous le nom «Karate-do Daidojuku». Cette discipline est alors également connue sous le nom de Kakutō karate (格闘空手, en français Karaté Combat) et/ou Combat Karate Daidojuku.
La même année, la première compétition est organisée pour les élèves de cette école sous l'appellation «1981 Hokutoki Karate Championships».
L'école Daido Juku joua un rôle prépondérant dans l'évolution des arts martiaux au Japon à la fin des années 80 et début des années 90. Elle fut parmi les pionnières des art martiaux mixtes. Minoki Ichihara qui combattit à l'UFC 2, alors premier représentant japonais à participer à l'UFC et à une époque où les disciplines traditionnelles étaient encore réticentes à participer à cette compétition à l'étranger, était un pratiquant de Kakutō karate de l'école Daido Juku. Il perdit cependant face à Royce Gracie par soumission au premier tour.
Dans les années 90, L'école Daido Juku organisa, sous l'appellation «The Wars», des rencontres de Karaté de plein contact avec gants. Ces évènements et une certaine forme de rivalité avec l'école de Karaté Seidokaikan attira l'attention des médias. Plusieurs champions firent la couverture de magazines nationaux et ces deux écoles se positionnèrent en tête de pont des arts martiaux japonais.
En 1995, le nom «Karate Do Daido Juku Association» est changé officiellement pour «Kakuto Karate International Federation Daidojuku» (KKIF).

### Du Karaté au Kūdō
À partir du milieu des années 90, l'école Daido Juku se recentra sur le développement d'une discipline permettant une pratique martiale sécurisée et réaliste.
En 2001, le président fondateur Azuma Takashi tint une conférence de presse pour annoncer que la discipline promue et développée par l'école Daido Juku sera dorénavant nommée Kūdō, devenant ainsi un budō indépendant. Cette même année, le premier championnat du monde est organisé, permettant ainsi à la discipline d'avoir sa propre compétition internationale.
Depuis, les championnats du monde de Kūdō sont organisés tous les 4 ans au Japon en alternance avec la coupe du monde de Kūdō hébergée par un pays hôte autre que le Japon. La première coupe du monde de Kūdō se tint en 2011 à Moscou, Russie.
En 2013, le Kūdō est sport de démonstration au 9éme Jeux Mondiaux de 2013 à Cali, Colombie.
Le Kūdō est aujourd'hui dirigé par la Fédération Internationale de Kūdō (Kudo International Federation, K.I.F.). Le dojo principal et les bureaux de la K.I.F. sont aujourd'hui situés dans l'arrondissement de Toshima à Tokyo, Japon.
Le 3 avril 2021, Azuma Takashi décéda des suites d'un cancer de l'estomac et laissa la direction de la discipline à son élève Osada Kenichi.

## Les principes du Kūdō (Dojo kun)
En tant que budō, le développement personnel au travers la pratique d'une activité physique exigeante reste la composante principale du Kūdō. Ce développement personnel devant servir directement et positivement la société. Cette notion est retranscrite dans le Dōjō kun du Kūdō.
Dōjō kun (道场坤) est un terme des arts martiaux japonais signifiant littéralement «règles du dojo». Ces règles sont généralement affichées à l'entrée de la salle d'entrainement ou sur la façade du dojo (shomen) et soulignent les comportements à respecter ou à éviter. Au Kūdō, elles sont récitées à la fin de chaque cours.
Le Dojo kun du Kūdō est le suivant :

« À travers l’étude du Kūdō, nous voulons renforcer notre esprit
développer notre force physique, nous éduquer et mûrir notre intelligence,
nous ouvrir aux autres et améliorer notre caractère.
Ainsi, nous espérons contribuer positivement à la société. »

## Le Kūdō en compétition

### Format de compétition

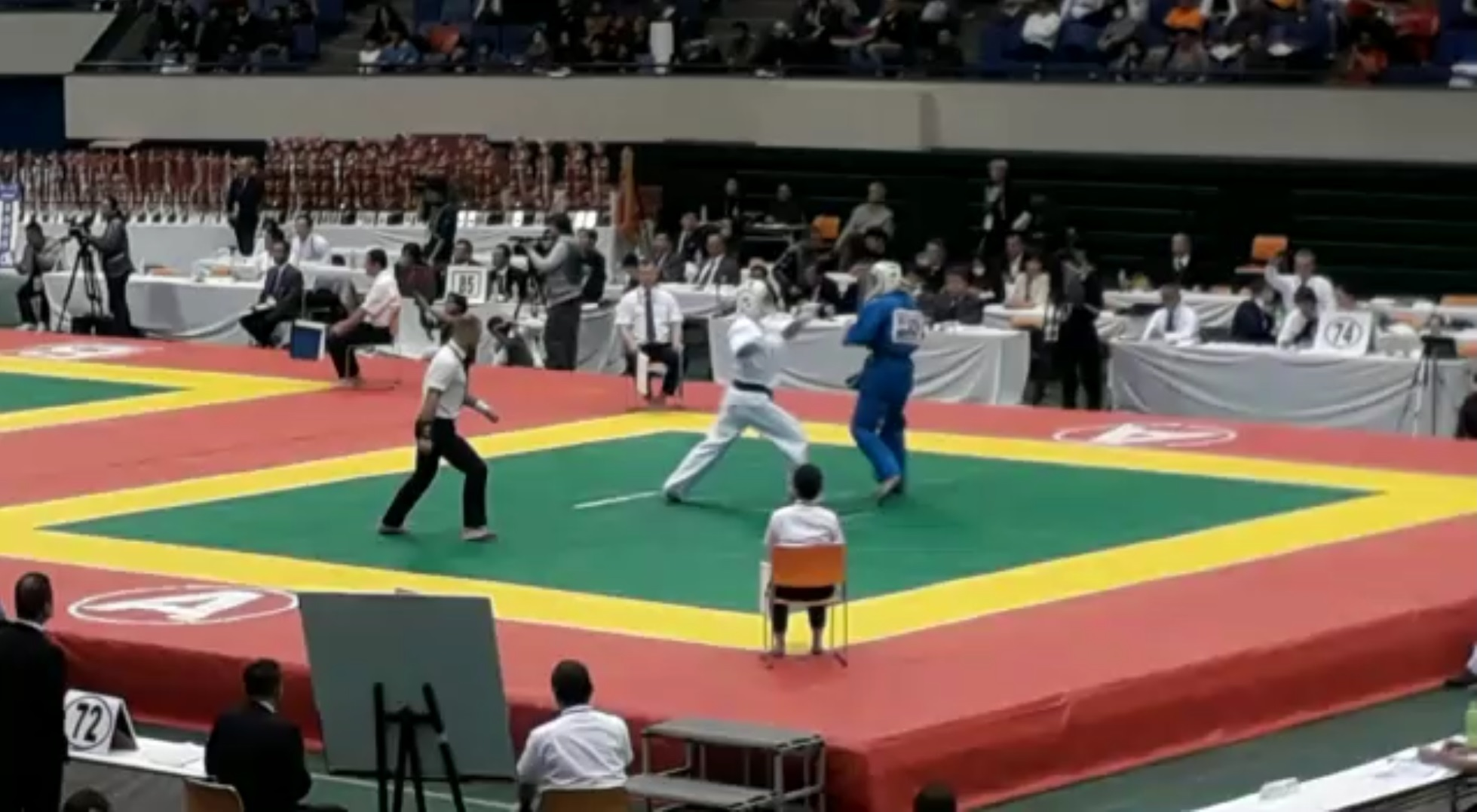
Aire de combat d'une compétition de Kudo

Les compétitions internationales se déroulent sous le format de championnat à élimination directe. Les combats se déroulent sur une reprise d'une durée maximale de 3 minutes avec une reprise de prolongation de 3 minutes en cas d'égalité.
La surface de combat est un carré de 13 x 13 mètres recouvert de tatami de type judo avec une surface interne de combat délimitée de 9 x 9 mètres. Chaque match est arbitré par un arbitre central qui dirige l'affrontement et 4 arbitres de coin qui contribuent à l'attribution des points et au signalement des éventuelles fautes.
Sur une reprise, deux passages en combat au sol de 30 secondes maximum sont autorisés et les phases de saisies debout sont limitées à 10 secondes.
L'attribution des points se fait selon l'efficacité perçue de la technique, de la percussion ou de l'enchainement. Par exemple, une projection nette suivie d'une simulation de frappes au visage non protégé de l'adversaire permettra de marquer un «Koka».
Les points au Kūdō suivent une catégorisation similaire à celle du Judo : «Koka» - 1 point, «Yuko» - 2 points, «Waza ari» - 4 points, «Ippon» - 8 points.
Une soumission par clef articulaire ou étranglement, ou un knockout vaut «Ippon». L'attribution d'un «Ippon» vaut victoire immédiate du combattant.
En cas d'égalité au score à la fin de la première reprise, l'arbitre central sollicite l'avis des arbitres de coin pour décision. En cas d'égalité à la décision, le combat va en prolongation.

### Équipement
Les compétiteurs de Kūdō ou Kudokas portent une ceinture correspondant à leur grade, un dōgi (également appelé «kudogi«) bleu ou blanc similaire au dōgi de Karaté Kyokushinkai mais renforcé pour résister aux saisies et projections.
En plus des protections usuelles dans tous les sports de combat (protège dents, coquilles...) vient s'ajouter un casque à bulle en plexiglass, approuvé par la K.I.F. et marqueur typique de la discipline, qui protège des coupures et traumatismes à la face. Le casque doit également permettre de réduire les risques de commotions cérébrales et de knockouts. Les mains sont recouvertes de bandes courtes et de mitaines fines en coton.
Les compétiteurs juniors porteront en complément, selon leur catégorie d'âge, protèges tibias, protèges avant-bras et plastron.

### Catégories
Les combattants sont classés sur un indice physique (PI - Physical Index) qui est la somme de leur taille en centimètre additionnée à leur poids en kilogramme. Par exemple, un adulte faisant 1m75 et pesant 80kg aura un indice physique de 175+80 = 255.
Ce système original cherche à équilibrer les affrontements en prenant en compte plus de caractéristiques physiques dans la catégorisation.
Les compétitions adultes comprennent 6 catégories :
| Catégorie: | moins de 230        |
| Catégorie: | –240 (de 230 à 239) |
| Catégorie: | –250 (de 240 à 249) |
| Catégorie: | –260 (de 250 à 259) |
| Catégorie: | –270 (de 260 à 269) |
| Catégorie: | plus de 270         |

## Présence internationale
Le Kūdō est pratiqué dans plus de 50 pays avec une présence principalement au Japon et en Russie.

### Le Kūdō en Russie
La première section russe de Karaté Daido Juku est créée en 1991 à Vladivostok.
La Fédération Russe de Kūdō est créée en 2004 et la première Coupe du Monde de Kūdō est organisée en 2011 à Moscou.
Le 13 janvier 2013, Roman Anashkin obtient son 6e dan de Kūdō, devenant ainsi le premier non-japonais à atteindre ce grade.

### Le Kūdō en France
La première section de Kūdō est ouverte à Paris en France par Tsuchida Shinya en 2001.
Né en 1971, Tsuchida Shinya obtient son 1er dan en finissant second du Championnat national japonais «Hokutoki» en 1997 face à Ogawa Hideki. À la suite de cela, il part pour la France dans l'espoir d'intégrer la légion étrangère. Il poursuit sa progression en France en participant à des compétitions de sports de combats similaires au Kūdō. En 2000, il devient notamment champion de France de Lutte Contact en -70kg.
En 2007, il remporte le Championnat d'Europe de Kūdō en -230 en Bulgarie.
Tsuchida Shinya est aujourd'hui 4e dan.

## Pratiquants connus
Liste non exhaustive
- Semmy Schilt, kickboxeur et combattant de MMA. Champion de l'Hokutoki en 1996 et 1997[6].
- Minoki Ichihara, combattant à l'UFC 2
- Hisaki Kato, kickboxeur et combattant de MMA. À notamment combattu au Bellator MMA en MMA et au K1 Grand Prix en Kick-Boxing[7].